# Miconia angelana
Miconia angelana är en tvåhjärtbladig växtart som beskrevs av R.Romero och Renato Goldenberg. Miconia angelana ingår i släktet Miconia och familjen Melastomataceae. Inga underarter finns listade i Catalogue of Life.